# الخطوة (قفل شمر)

تعديل مصدري - تعديل

الخطوة هي إحدى قرى عزلة شمرين بمديرية قفل شمر التابعة لمحافظة حجة، بلغ تعداد سكانها 421 نسمة حسب تعداد اليمن لعام 2004.